# Acon
Acon ist eine französische Gemeinde mit 472 Einwohnern (Stand 1. Januar 2022) im Département Eure in der Region Normandie. In Acon wurde eine Nekropole aus dem Jungneolithikum gefunden, die für das Pariser Becken einzigartig ist.
Die Bewohner werden Aconnais und Aconnaises genannt.

## Geografie
Acon liegt im Norden Frankreichs am Südrand des Départements Eure am Fluss Avre, 92 Kilometer westlich von Paris, etwa 29 Kilometer südwestlich von Évreux, dem Sitz der Unterpräfektur des Arrondissements, und 7,5 Kilometer westlich von Nonancourt auf einer mittleren Höhe von 147 Metern über dem Meeresspiegel. Die Mairie steht auf einer Höhe von 171 Metern. Nachbargemeinden von Acon sind L’Hosmes im Nordwesten, Droisy im Nordosten, Dampierre-sur-Avre im Osten und Breux-sur-Avre im Westen. Das Gemeindegebiet hat eine Fläche von 916 Hektar.
Die Gemeinde ist einer Klimazone des Typs Cfb (nach Köppen und Geiger) zugeordnet: Warmgemäßigtes Regenklima (C), vollfeucht (f), wärmster Monat unter 22 °C, mindestens vier Monate über 10 °C (b). Es herrscht Seeklima mit gemäßigtem Sommer.

## Geschichte
1993 entdeckte Cyrille Billard eine Nekropole bestehend aus sechs Großsteingräbern. Mit der Radiokarbonmethode konnte die Anlage auf das Jungneolithikum (4200 bis etwa 3500 v. Chr.) datiert werden. Sie liegt im Gebiet Prés d’Acon (Schwemmwiesen von Acon) zwischen der Kirche und der Avre.
Der Ortsname wurde zu Beginn des 12. Jahrhunderts als Acum erstmals urkundlich erwähnt. Andere Schreibweisen waren Acun (12. Jahrhundert), Agon (1230) und Achon (1234). Laut Auguste Le Prévost ist der Ortsname keltischen Ursprungs und bedeutet ‚Stein‘ oder ‚Fels‘. Er nahm an, dass der Ortsname den gleichen Ursprung hat, wie Agaunum (auch Acaunum). Andere Autoren nehmen an, dass der Ortsname vom germanischen Namen Acco abgeleitet ist.
Im 12. Jahrhundert wurden die ersten Seigneurs urkundlich erwähnt. Simon d’Anet bestätigte im Kopialbuch der Abtei Le Bec eine Schenkung durch seinen Vater Simon an die Abtei. Er schenkte dem Kloster die Kirche Saint-Denis und den Zehnt von Acon. 1242 verzichtete die Familie auf das Kirchenpatronat. Das Lehen Acon blieb bis 1648 im Besitz der Familie Anet, die sich ab dem 13. Jahrhundert d’Acon oder Dacon nannte.
Im Hundertjährigen Krieg (1337–1453) wurde die Pfarrkirche beschädigt. Daher zog die Kirche von Acon im 16. Jahrhundert in das abgelegene Tal des lieu-dit les Corvées um. 1514 wurde sie Dionysius von Paris (Denis) geweiht. Das Kirchenpatronat hatte die Abtei Le Bec inne.
1648 gelangte Acon durch Heirat in den Besitz der Familie Tilly. 1784 erhielt Henri François Adjutor de Guénet das Lehen.

## Bevölkerungsentwicklung
| Jahr                       | 1962 | 1968 | 1975 | 1982 | 1990 | 1999 | 2010 | 2019 |
| Einwohner                  | 341  | 250  | 250  | 317  | 356  | 407  | 473  | 460  |
| Quellen: Cassini und INSEE |      |      |      |      |      |      |      |      |

1793 erhielt Acon im Zuge der Französischen Revolution (1789–1799) den Status einer Gemeinde und 1801 als Açon durch die Verwaltungsreform unter Napoleon Bonaparte das Recht auf kommunale Selbstverwaltung.

## Sehenswürdigkeiten
Die Megalithnekropole von Acon wurde 1998 in das Zusatzverzeichnis der Monuments historiques eingetragen und damit denkmalgeschützt. Vier der Gräber tragen noch die horizontalen Steinplatten, zwei sind in schlechterem Zustand.

### Pfarrkirche Saint-Denis
Acon gehört zur römisch-katholischen Gemeinschaft Saint Hilaire, die Teil der Pfarrei Avre et Iton des Bistums Évreux ist. Die Kirche Saint-Denis wurde in zwei Etappen erbaut. Das Kirchenschiff wurde 1514 errichtet und der Chor um 1540. Das Gebäude besteht aus einem einfachen Langhaus, das von einer dreiseitigen Apsis abgeschlossen wird. Die Kirche wurde 1998 in das Zusatzverzeichnis der Monuments historiques eingetragen.
In Chor und Kirchenschiff gibt es Reste von Wandmalereien aus dem Ende des 16. Jahrhunderts. Auf einer Litre funéraire sind drei Wappen erhalten. An der Nordmauer befindet sich das Wappen Henri-François Adjutor de Guénets mit der Krone eines Marquis. An der Südmauer ist das Wappen von Henri II. de Tilly († 1746) zu sehen. Das Wappen enthält ebenfalls die Krone eines Marquis. Das dritte Wappen ist in zu schlechtem Zustand, um es identifizieren zu können.
In der Kirche befinden sich verschiedene Kunstwerke und andere Gegenstände aus dem 15. bis 19. Jahrhundert. Ein Gemälde aus dem 16. Jahrhundert stellt die Jungfrau mit dem Kinde dar. Es handelt sich um eine Kopie eines verlorenen Gemäldes von Rogier van der Weyden (1399/1400–1464), das 1907 als Monument historique klassifiziert wurde. Teile der Kirchenfenster stammen ebenfalls aus dem 16. Jahrhundert und wurden 1991 in das Zusatzverzeichnis der Monuments historiques eingetragen. Verschiedene rituelle Kleidungsstücke und Prozessionsbanner aus dem 19. Jahrhundert werden in der Kirche aufbewahrt. Bei den Kleidungsstücken handelt es sich um Schärpen einer Confrérie de charité und zwei Pluviale.

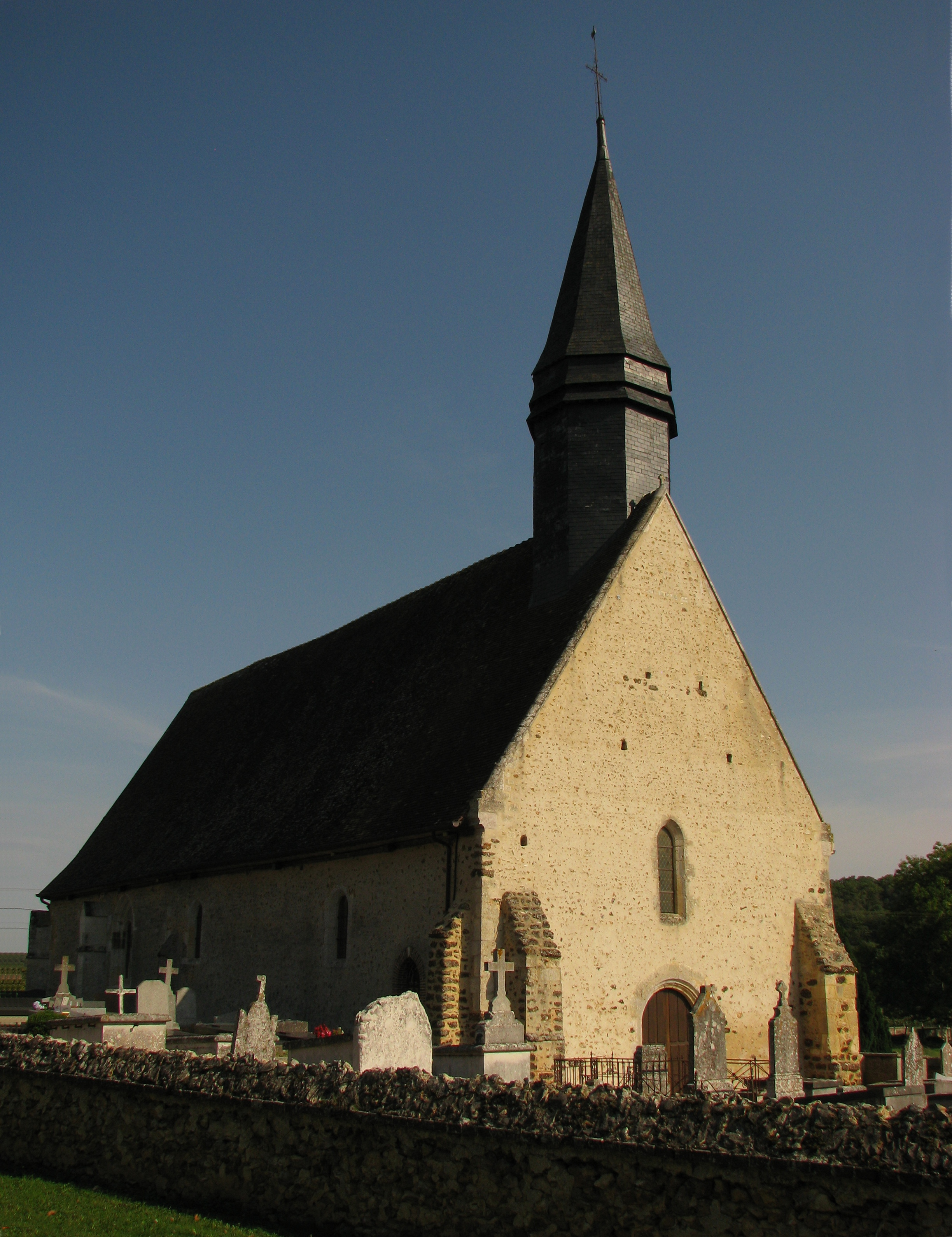
Kirche Saint-Denis
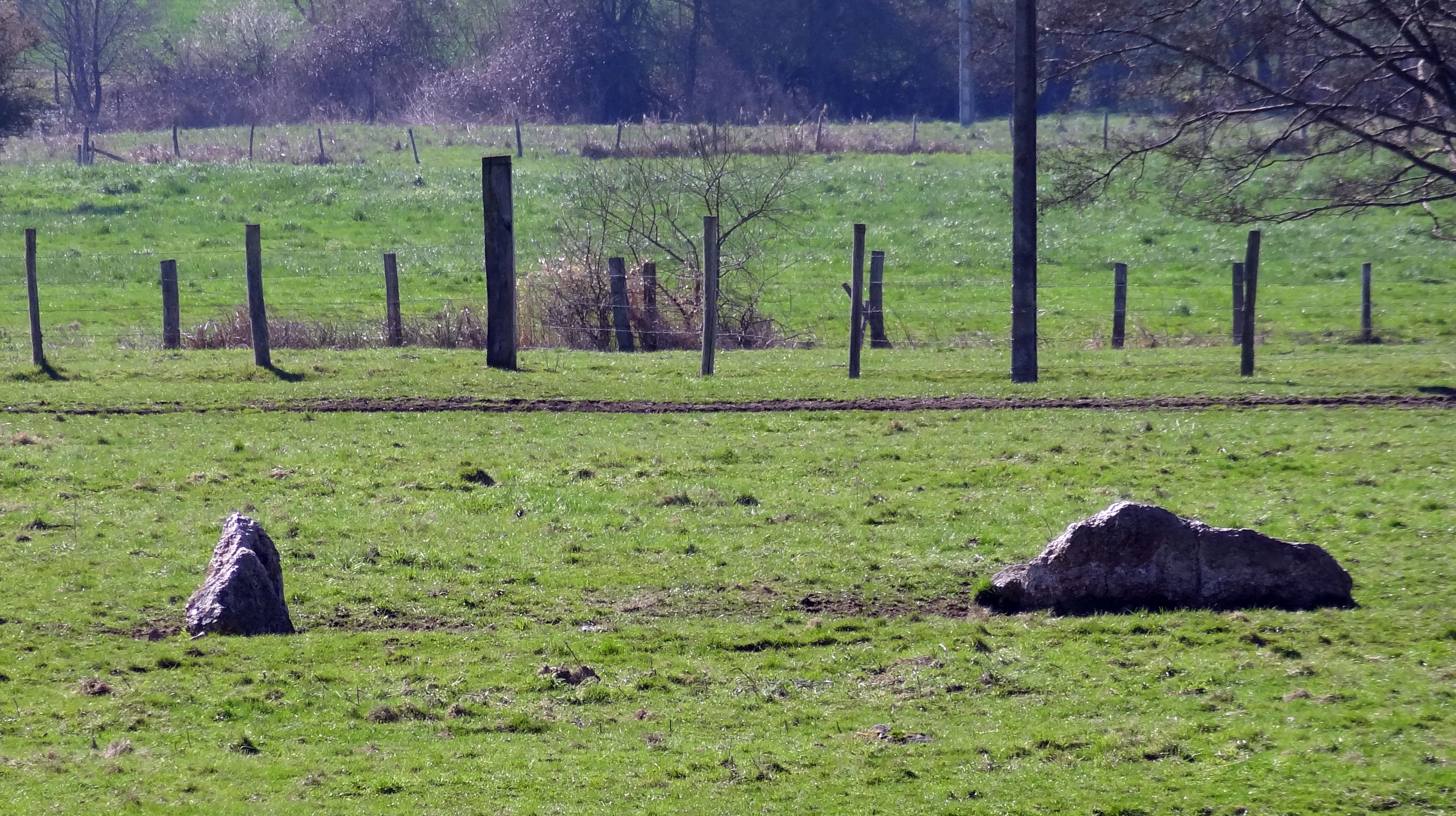
Megalithnekropole von Acon

## Wirtschaft und Infrastruktur
Im Jahr 2009 waren 14,6 Prozent der Erwerbstätigen in der Gemeinde beschäftigt, die anderen waren Pendler. 8,7 Prozent der Arbeitnehmer waren arbeitslos.
Der nächstgelegene Bahnhof befindet sich in Tillières-sur-Avre und ist 3 Kilometer entfernt. Der nächste Flughafen ist der 68,3 Kilometer entfernt liegende Flughafen Rouen in Boos (Seine-Maritime).
Auf dem Gemeindegebiet gelten geschützte geographische Angaben (IGP) für Schweinefleisch (Porc de Normandie), Geflügel (Volailles de Normandie) und Cidre (Cidre de Normandie und Cidre normand).